# Лабота
Лабота (др.-греч. Λαβώτας, ионич. Леобот, Λεωβώτης) — полулегендарный царь Спарты из рода Агидов, правивший в X веке до н. э. Согласно «Хронике Евсевия», правил 37 лет. Лабота был сыном Эхестрата. По Геродоту, Ликург был его дядей и опекуном. Его изречение о краткости речи приводит Плутарх.
В правление Лаботы произошла первая война Спарты и Аргоса за Кинурию. Лакедемоняне обвинили аргивян в том, что те нападают на Кинурию и подстрекают периэков против спартанцев. Война была безрезультатной.